# Alexander von Siebold

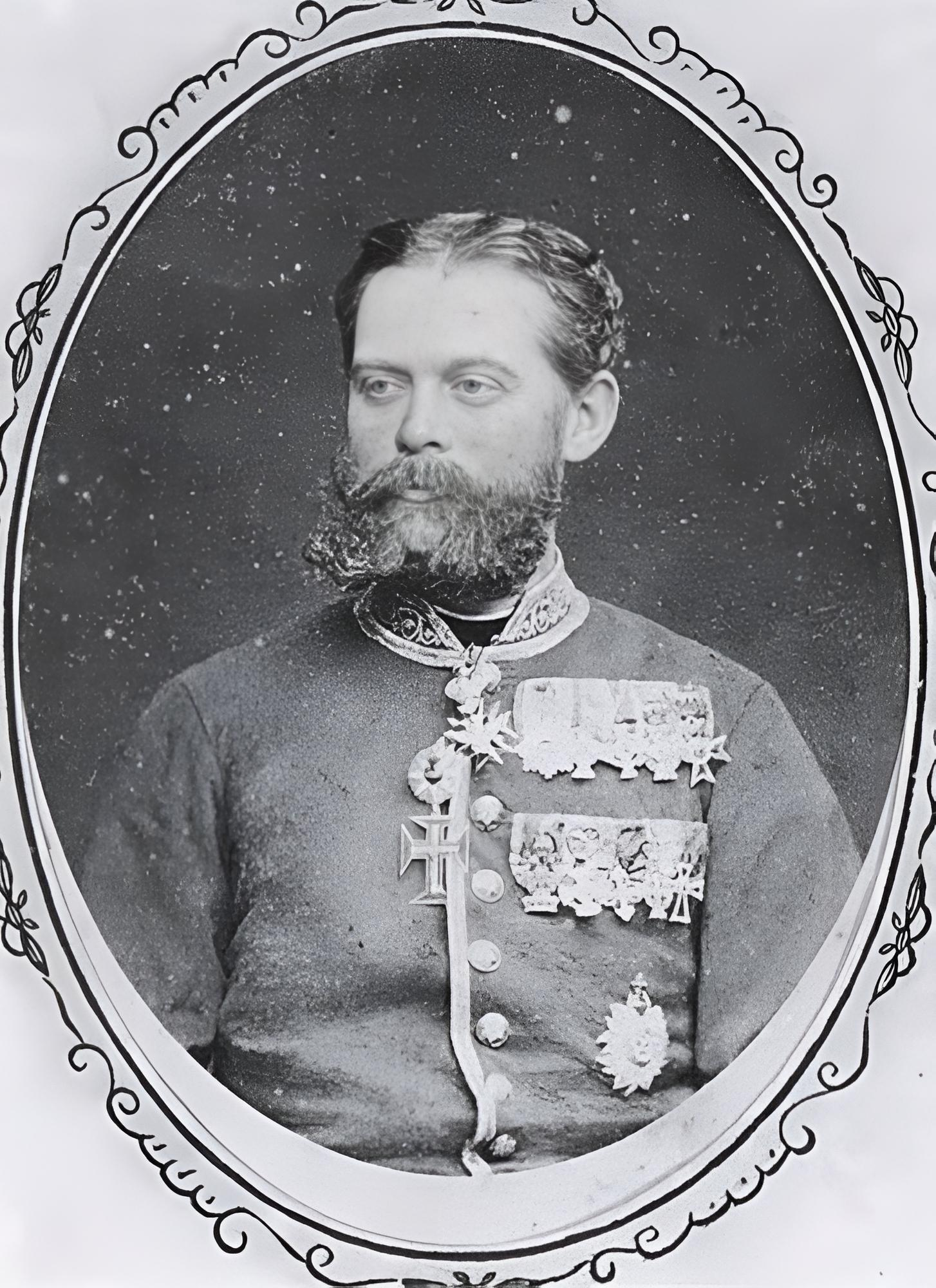
Porträt von Alexander von Siebold

Alexander George Gustav von Siebold (* 16. August 1846 in Leiderdorp; † 23. Januar 1911 in Pegli) war der älteste Sohn von Philipp Franz von Siebold. Er war als deutscher Übersetzer und Dolmetscher in Japan während der Bakumatsu- und in der frühen Meiji-Periode tätig.

## Biografie
Nachdem sein Vater 1829 aus Japan ausgewiesen worden war, ließ er sich in Leiden in den Niederlanden nieder. Er heiratete 1845 Helene von Gagern und hatte drei Söhne und zwei Töchter. Mit der Unterzeichnung des japanisch-niederländischen Handelsabkommens – einer der ungleichen Verträge – endete Japans Isolationspolitik 1858 und von Siebold kehrte nach Japan zurück. Im Rahmen der preußischen Ostasienexpedition reiste der junge Alexander zusammen mit seinem Vater 1859–1861 nach Japan. Sie wohnten zusammen in Nagasaki und Alexander sprach bald fließend Japanisch. Als sein Vater die Position des ausländischen Beraters des Tokugawa-Shogunats bekam, reisten beide nach Edo, dem heutigen Tokio, wo sie bei dem Preußischen Konsul wohnten. Edo war zu dieser Zeit alles andere als sicher, regelmäßig griffen Sonnō jōi Rōnin Ausländer an. Nachdem das britische Konsulat überfallen und niedergebrannt worden war, kehrten Vater und Sohn zurück nach Nagasaki. Bald darauf erhielt Alexander einen Job als offizieller Dolmetscher für die kaiserliche russische Marine in Nagasaki.
1862 wurde Alexander zum offiziellen Dolmetscher des britischen Konsulats in Edo ernannt und das trotz seiner Jugend (er war zu diesem Zeitpunkt erst 15 Jahre alt) und der Tatsache, dass Englisch nicht seine Muttersprache war. Sein Vater hingegen konnte keine neue Stelle erlangen und ging zurück in die Niederlande. Ein Großteil der auswärtigen Angelegenheiten und Verhandlungen mit dem Tokugawa-Shogunat wurden immer noch auf holländisch geführt und in den Fällen, in denen Englisch notwendig wurde, wie etwa bei den Verhandlungen über den Namamugi-Zwischenfall, erhielt Alexander Unterstützung von Ernest Satow.
Alexander unterstützte den britischen Konsul Edward St. John Neale während der Bombardierung von Kagoshima und wurde während des Konfliktes im August 1863 auf dem Flaggschiff HMS Euryalus untergebracht. Er begleitete den europäischen Einsatzverband während der Bombardierung von Shimonoseki und bei den Verhandlungen 1864 über die Öffnung des Hafens von Hyogo für ausländische Siedler und Handel.
Er setzte die Sammel- und Forschungstätigkeit seines Vaters in Japan fort und erwarb für viele Museen japanisches Kulturgut. Ein bedeutender Teil seiner Sammlung ruht im Museum Fünf Kontinente in München.
Er begleitete Tokugawa Akitake bei dessen Besuch der Weltausstellung 1867 in Paris in Frankreich. Wegen der Meiji-Restauration musste Tokugawa Akitake zurück nach Japan reisen, während Alexander von Siebold zunächst in Europa blieb und erst 1869, im Jahr danach, als Berater für das Kaiserreich Österreich-Ungarn nach Japan zurückkehrte. Er wurde anschließend von Franz Joseph I. mit dem Titel eines Freiherrn geadelt.
Im August 1870 legte er seine Ämter beim britischen Konsulat nieder. Allerdings fand die neue Meiji-Regierung Verwendung für seine Talente und er wurde nach London und anschließend nach Frankfurt entsandt, um Vorbereitungen für japanische Studenten in diesen Ländern zu treffen und ausländische Berater aus allen Fachgebieten für einen Einsatz in Japan anzuwerben. Außerdem vermittelte er Japans Beteiligung an der Wiener Weltausstellung von 1873. Er kehrte im November 1872 nach Japan zurück, musste sich aber bereits im Februar 1873 wieder auf die Rückreise nach Europa machen, um dort bis Ende 1874 Sano Tsunetami zu unterstützen.
Im Mai 1875 wurde er offizieller Dolmetscher für das Finanzministerium. Nach dem Tod seiner Mutter im Jahre 1877 kehrte er in die Niederlande zurück, um dort einen sechsmonatigen Urlaub zu verbringen. Dort erhielt er den Auftrag, die Weltausstellung Paris 1878 zu besuchen und geschäftliche Verhandlungen in Berlin zu unterstützen. Er kehrte im Oktober 1881 nach Japan zurück, wurde aber wieder nach Deutschland geschickt, um Inoue Kaoru in Berlin im Oktober 1881 bei den Verhandlungen mit der deutschen Regierung über Vertragsänderungen zu unterstützen. Die Verhandlungen waren langwierig und letztlich erfolglos; er verließ Berlin im Jahre 1882, zog 1884 nach Rom, kehrte 1885 nach Japan zurück und zog 1892 nach London, um Aoki Shūzō beim erfolgreichen Abschluss der 1894 anglo-japanischen Verträge über Handel und Verkehr zu unterstützen. 1896 gab er zusammen mit seinem jüngeren Bruder Heinrich „Nippon. Archiv von Japan“ das Werk seines Vaters zu dessen 100. Geburtstag neu heraus. Im August 1910 wurde er mit dem Orden des Heiligen Schatzes (2. Klasse) ausgezeichnet. Er starb am 23. Januar 1911 in Pegli.

## Publikationen
- Die Tagebücher, hrsg. von Vera Schmidt (= Acta Sieboldiana, Band 7). Harrassowitz, Wiesbaden 1999, ISBN 3-447-04145-5 (Tagebücher von 1866/1869/1877–1911).